# Penionomus longipalpis
Espèce
Synonymes
- Evophrys longipalpis Simon, 1889

Penionomus longipalpis est une espèce d'araignées aranéomorphes de la famille des Salticidae.

## Distribution
Cette espèce est endémique de Nouvelle-Calédonie.

## Description
Le mâle holotype mesure 4,6 mm.
La carapace du mâle décrit par Żabka en 1988 mesure 2,40 mm de long et l'abdomen 2,28 mm et la carapace de la femelle mesure 2,40 mm de long et l'abdomen 2,64 mm.

## Publication originale
- Simon, 1889 : Études arachnologiques. 21e Mémoire. XXXII. Descriptions d'espèces et de genres nouveaux de Nouvelle-Calédonie. Annales de la Société Entomologique de France, sér. 6, vol. 8, p. 237-247 (texte intégral).